# Botgeleiding

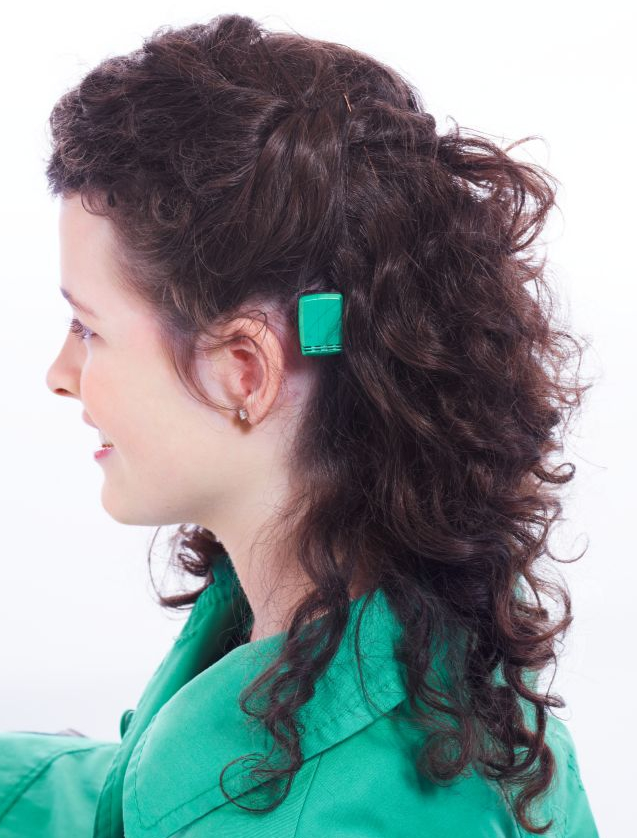
Een botverankerd hoortoestel

Botgeleiding of beengeleiding is een technologie die erop gericht is gehoorschade te verminderen. Met botgeleiding kan het schedelbot geluidstrilling opvangen en transporteren naar het slakkenhuis en de gehoorzenuw. Sinds 2000 wordt deze technologie steeds meer gebruikt.

## Ontstaan
Zijn toenemende doofheid noopte Ludwig van Beethoven tot het zoeken naar oplossingen, en vond zelf een methode uit van luisteren via beengeleiding. Rond 1816 probeerde hij toch zijn piano te kunnen horen bij het componeren van zijn Hammerklavier-sonate. Hij bevestigde het ene uiteinde van een dunne houten staaf aan de klankbodem van de piano en het andere uiteinde beet hij vast tussen zijn tanden. Door zo met behulp van de houten staaf zijn hoofd te verbinden met de piano, konden de geluidstrillingen van de piano via de staaf, de tanden en het kaakbeen zijn gehoororgaan bereiken. Deze methode werd later doorontwikkeld tot professioneel gebruik voor communicatie door duikers en straaljagerpiloten, en wordt sinds 2000 ook op commerciële schaal in de vorm van koptelefoons aangeboden.

## Beschrijving
Bij botgeleiding wordt het buiten- en middenoor overgeslagen. Geluidsgolven worden via een elektromechanische transducer, die elektrische signalen omzet in mechanische trillingen, overgedragen aan het kaak- en jukbeen, waarna zij zich voortplanten via de schedel en worden opgevangen door het in het binnenoor bevindende met vloeistof gevulde slakkenhuis, dat het geluid in omvormt in elektrische pulsen en deze via de gehoorzenuw naar de hersenen doorstuurt. 
Bij een stereo hoofdtelefoon zitten de transducers met een op de linker en een op de rechter jukbeenderen gedrukt. Zij zetten de toegevoerde elektrische signalen om in mechanische vibraties, die direct aan de jukbeenderen worden doorgegeven. Hierbij wordt dus niet, zoals bij een luidspreker, een conus in beweging gebracht; er behoeft immers geen lucht in beweging te worden gebracht voor de geluidsoverdracht. In engere zin kan men daarom niet spreken van 'luidsprekers', maar van 'transducers' die aan de uiteinden van de hoofdtelefoon zitten. Niettemin kan het geluid ook door omstanders worden waargenomen.
Op dezelfde wijze kan, andersom, ook spraak worden omgezet, waarbij een microfoon wordt vervangen door een transducer.
Botgeleiding voorkomt gehoorschade door het gebruik van oortjes en koptelefoons, dat zelfs bij een laag geluidsvolume kan optreden. Normaal gesproken hoor je met je oor zowel de geluidstrillingen via de lucht als via je botten. Bij het luisteren via een koptelefoon of oortjes, worden de gereproduceerde geluiden via de oorschelp, de gehoorgang, het middenoor in gestuwd om zo het binnenoor te stimuleren. De in het binnenoor aanwezige trilhaartjes kunnen hierbij bij te hoog geluidsvolume blijvend worden beschadigd, waardoor dit wordt waargenomen als een continue piep of fluittoon (tinnitus).
Omdat een toenemend aantal kinderen en jongeren gehoorschade krijgt door veelvuldig gebruik van het beluisteren van spelletjes en muziek op veelal een te hoog volume, is gezocht naar een veiliger methode van muziek beluisteren vanaf apparatuur. Ook mensen die buiten sporten met muziek via oortjes, zijn geneigd het geluidsvolume hoger in te stellen ten gevolge van omgevingsgeluiden, waardoor gehoorschade kan optreden.

## Toepassingen
Botgeleiding-producten worden meestal onderverdeeld in drie groepen:
- Gewone producten, zoals handsfree headsets of koptelefoons
- Botverankerde hoortoestellen en luisterhulpmiddelen
- Gespecialiseerde communicatieproducten (bijvoorbeeld voor water of lawaaierige omgevingen)

Als er een probleem is met de gehoorbeentjes (hamer, aambeeld en stijgbeugel) in het oor, die de luchtgeluidstrilling omzetten in een hoorbaar geluid voor de gehoorzenuw, kun je vaak nog wel horen via de beengeleiding. Door het geluid via een botverankerd hoortoestel (Bone Anchored Hearing Aid, BAHA), een hoortoestel dat met een schroefje aan je hoofd wordt geklikt, op te vangen, worden de geluidstrillingen direct op het bot gebracht. Aangezien het slakkenhuis en de gehoorzenuw in dit bot liggen ingebed zullen zij de trillingen ook opvangen, versterken en hoorbaar maken.
Het gebruik van een stemvork door musici, door de in trilling gebrachte vork tussen de tanden te klemmen om met beide handen hun instrument kunnen stemmen, is een toepassing van het principe.

## Geschiedenis
Een van de "uitvinders" is Beethoven. Toen hij rond 1783 in toenemende mate last kreeg van doofheid ten gevolge van het vergroeien van de gehoorbeentjes in het middenoor, probeerde hij toch zijn piano te horen. Hij bevestigde het ene uiteinde van een dunne houten staaf aan de klankbodem van de piano en het andere uiteinde beet hij vast tussen zijn tanden. Door zo met behulp van de houten staaf zijn hoofd te verbinden met de piano, konden de geluidstrillingen van de piano via de staaf, de tanden en het kaakbeen zijn gehoororgaan bereiken.
Uit 1923 stamt de eerste beschrijving van een beengeleiding gehoorapparaat als Hugo Gernsback's 'Osophone', die later werd uitgewerkt tot zijn 'Phonosone'. In 1957 werd toepassing gevonden op militair gebied door het systeem in de helm van een piloot te integreren, waardoor deze veilig boven het geluid uit van de straalmotor kan communiceren. Hetzelfde principe vond later ook toepassing in duikhelmen.
In 1977 werd op basis van de osseointegratie een in het bot verankerd gehoorapparaat ontwikkeld.